# Чет-бот
Чет-бот (енгл. chatbot) софтверска је апликација која се користи за вођење онлајн разговора у облику текста или говора. Ово су рачунарски програми који могу да одржавају разговор са корисницима на природном језику, разумеју њихову намеру и реагују на основу унапред постављених правила и података. Створени да убедљиво симулирају начин на који би се људско биће понашало као партнер у разговору, ови системи обично захтевају стално подешавање и тестирање. До 2012 нико од њих није могао да прође Тјурингов тест.
Већини се приступа на мрежи преко искачућих прозора на веб локацији или преко виртуелних помоћника. Могу се класификовати у категорије употребе које укључују: трговину, образовање, забаву, финансије, здравље, вести и продуктивност.